# Parc métropolitain La Sabana

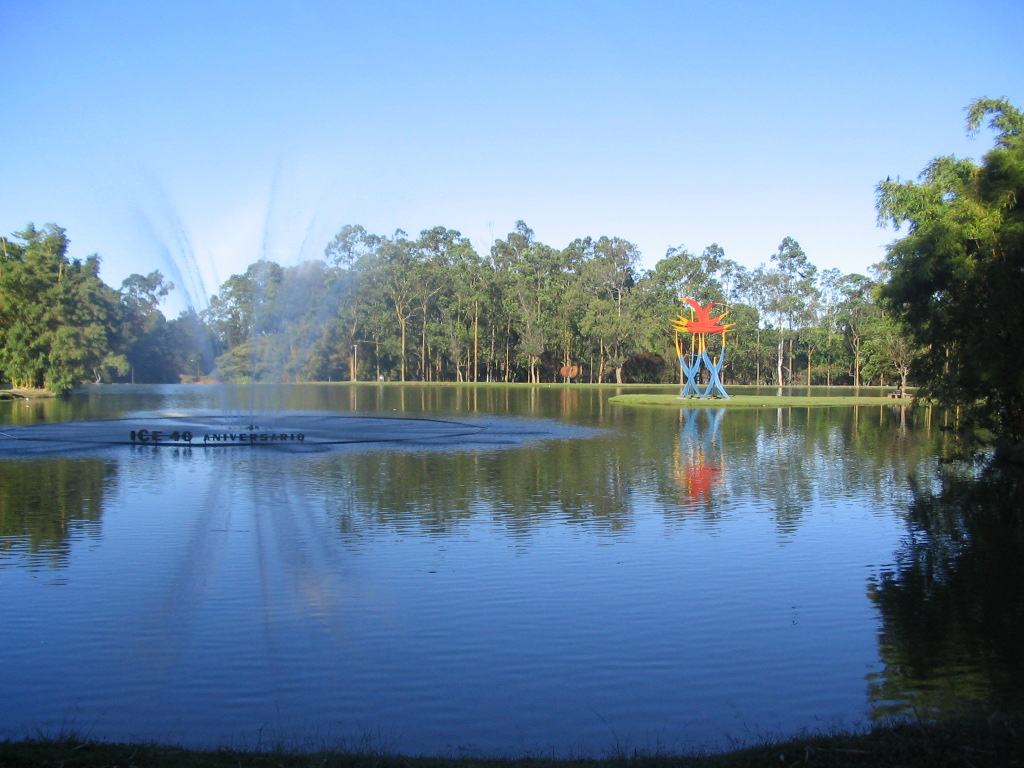
Art contemporain sur le lac

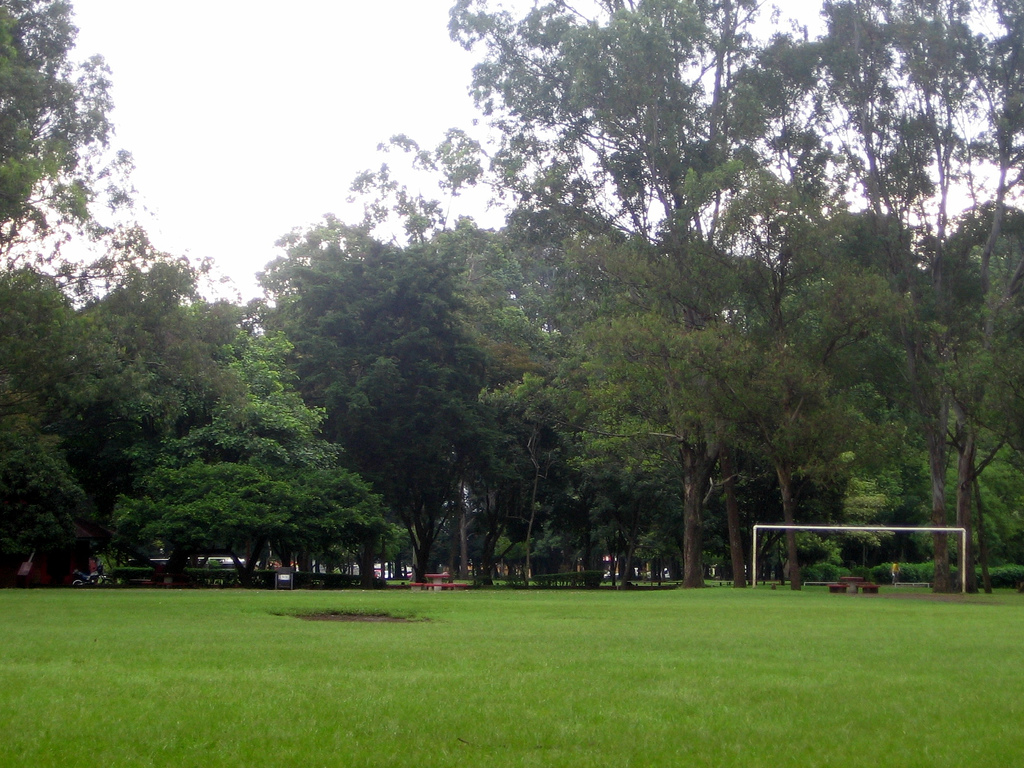
Terrains de sport

Le parc métropolitain La Sabana (Parque Metropolitano La Sabana ou tout simplement La Sabana en espagnol) est situé à San José du Costa Rica. C'est le plus grand parc urbain du pays, considéré comme le poumon de la ville.

## Géographie
Le parc couvre une surface de 0,72 km2.  Il est au centre de la configuration métropolitaine, sur le district de Mata Redonda, ainsi qu'adjacent à plusieurs quartiers urbains ce qui permet d'offrir un espace vert de loisir aux habitants de la ville.  Plusieurs institutions, et entreprises ont d'ailleurs leurs sièges à côté du parc.

## Histoire
Le parc a  été officiellement inauguré en 1977, malgré des origines bien plus antérieures.  Manuel Antonio Chapuí, ancien prêtre de San José du XVIIe siècle fit donation des terrains à l'État, et à partir de cette date l'espace fut utilisé comme lieu de récréation.
En 1930, le gouvernement décide d'y construire le premier aéroport international du pays qui fonctionnera à cet endroit sur 44 ans de plus jusqu'à l'ouverture de l'aéroport Juan Santamaría.
En 1977, lors de la gestion du président Daniel Oduber, La Sabana redevient l'espace vert d'antan avec des nouveaux arbres, et des espaces verts.  En 2001, La Sabana est déclaré Patrimoine des costariciens.

## Repères
La Sabana abrite le stade national, ainsi que le musée de l’art costaricien (MAC), entourés de deux d'espaces verts à l'extrémité l'un de l'autre.  Le MAC se trouve à l'endroit où était l'ancienne tour de contrôle de l'aéroport.
Un lac artificiel, plusieurs terrains de sport de tout type, des piscines, des sentiers de course et de patinage sont ouverts aux visiteurs.
Autour du parc, aux extrémités nord-sud, on trouvera le siège de l'Institut costaricien d'électricité, ainsi que la Cour des comptes (Contraloria en espagnol).